# Julius Stephan Wegeler
Julius Stephan Wegeler (* 21. Februar 1807 in Koblenz; † 28. Juli 1883 ebenda) war ein deutscher Mediziner und Heimatkundler der rheinischen Landesgeschichte.

## Leben

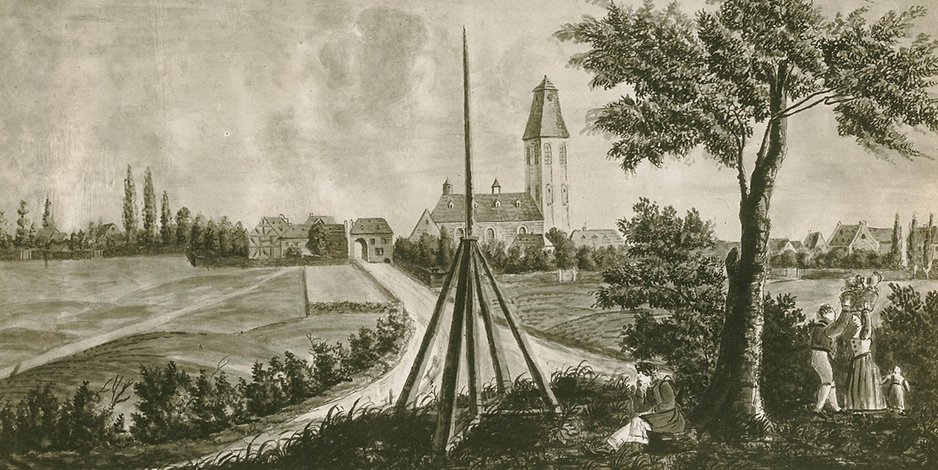
Aquarell von Kerpen, 1825

Julius Stephan Wegeler war der Sohn von Franz Gerhard Wegeler und von Eleonore Wegeler, geborene von Breuning. Seine Großmutter mütterlicherseits war die Beethoven-Mentorin Helene von Breuning. Wegeler studierte Medizin und promovierte 1829 in Berlin. 1831 praktizierte er als Arzt in Mayen. Wie sein Vater war der Sohn königlich preußischer Geheimer Medizinalrat. 1832 praktizierte er in Koblenz als Armenarzt und später als Distriktarzt.
Am 16. September 1834 heirateten Julius Stephan Wegeler und Josephine Catharina Carolina Therese Linz (1813–89). Der Ehe entstammten sechs Kinder; 1836 wurde sein zweiter Sohn Julius Wegeler geboren.
Durch eine schwere Erkrankung nach 1848 konnte er seine ärztliche Praxis nicht weiterführen und widmete sich der Heimatkunde und der rheinischen Landesgeschichte. Von 1852 bis 1869 war er Beigeordneter der Stadt Koblenz. Wegen seiner ehrenamtlichen Arbeit als Bibliothekar der städtischen Bücherei, deren Leiter er von 1860 bis 1875 war, wurde er am 26. November 1867 zum Ehrenbüchereiverwalter der Stadt Koblenz ernannt. 1876 veröffentlichte  Julius Stephan Wegeler das Buch Coblenz in seiner Mundart und seinen hervorragenden Persönlichkeiten.

## Ehrungen
- Roter Adlerorden dritter Klasse mit Schleife
- Kronenorden dritter Klasse

## Werke (Auswahl)
- Medizinische Anekdoten - mal ernst, mal heiter, 1835.
- Versuch einer medizinischen Topographie von Coblenz, 1835.
- Burg Rheineck. Ihre Grafen und Burggrafen, 1852.
- Kloster Laach, Geschichte und Urkundenbuch, 1854.
- Bad Neuenahr und seine Umgebung, 1862.
- Gallerie berühmter Coblenzer, 1865.
- Wörterbuch der Coblenzer Mundart, 1869.
- Burg Lahneck und Oberlahnstein, 1881.
- Beiträge zur Geschichte der Stadt Coblenz, 1882.